# Goutam Ghose
Goutam Ghose (también acreditado como Gautam Ghosh) (Calcuta, 24 de julio de 1950) es un director de cine, director musical y director de fotografía indio, que trabajo inciialmente en el cine bengalí.

## Biografía
Goutam Ghose nació el 24 de julio de 1950 en Calcuta, hijo del profesor Himangshu Kumar Ghose. Su infancia comenzaron en la Escuela Diocesana de St John y estudió allí hasta mudarse a la cercana Cathedral Missionary Boys 'School. Se graduó de la Universidad de Calcuta.
Comenzó a hacer documentales en 1973: New Earth. Participó activamente en el movimiento de grupos de teatro en Calcuta. También se dedicó a un tiempo como fotoperiodista. 

## Filmografía destacada
- Maa Bhoomi (1980; Telugu)
- Grihajuddha (1982) (Actor)
- Dakhal (1981)
- Paar in Hindi (1984)[4]
- Antarjali Jatra in Bengali (1987)[5]
- Padma Nadir Majhi in Bengali (1992)
- Patang  (1993)
- Gudia  (1997)
- Dekha in Bengali (2001)
- Abar Aranye  (2003)
- Yatra' (2006)
- Kaalbela (2009)
- Meeting a Milestone (Un documental sobre le maestro Shehnai Ustad Bismillah Khan)
- Moner Manush
- Baishe Srabon (2011)
- Shunyo Awnko (2013)
- Chotushkone (2014) (como actor)
- Shankhachil (2016)
- Beyond the Clouds (2017) (como actor)
- Guptodhoner Sandhane (2017) (como actor)
- Raahgir – The Wayfarers (2019)

## Premios y distinciones
Festival Internacional de Cine de Venecia
| Año  | Categoría          | Película | Resultado |
| ---- | ------------------ | -------- | --------- |
| 1984 | Premio de a UNESCO | Travesía | Ganador   |